# Пауэлл, Ник
Ни́колас Э́двард Па́уэлл (англ. Nicholas Edward Powell; род. 23 марта 1994 года в Кру), более известный как Ник Па́уэлл — английский футболист, полузащитник клуба «Стокпорт Каунти».

## Клубная карьера

### «Кру Александра»
Ник начал свою карьеру футболиста в клубе «Кру Александра» из его родного города. Пришёл в клуб в возрасте пяти лет. Его дебют за «Кру Александра» состоялся 19 августа 2010 года в матче Второй лиги против «Челтнем Таун», который закончился поражением со счётом 3:2. Он вышел на замену во втором тайме, сменив Клейтона Доналдсона. На тот момент ему было 16 лет и он стал вторым футболистом, когда-либо игравшим за «Кру» в таком раннем возрасте.

### «Манчестер Юнайтед»
1 июля 2012 года официально стал игроком «Манчестер Юнайтед». Он получил футболку с номером «25», под которым выступал в своем прежнем клубе. 21 июля 2012 года Пауэлл сыграл свой первый матч за «Юнайтед», выйдя на замену во втором тайме товарищеского матча против клуба «Аякс Кейптаун». Четыре дня спустя он вышел в стартовом составе в товарищеском матче с «Шанхай Шэньхуа». Его официальный дебют за клуб состоялся 15 сентября 2012 года, когда он вышел на замену Райану Гиггзу в матче четвёртого тура Премьер-лиги против «Уигана»; в этом же матче Ник отличился забитым мячом.

### «Уиган Атлетик»
В последний день трансферного окна 2013 года Пауэлл на правах аренды перешёл в «Уиган», опустившийся к тому времени в Чемпионат Футбольной лиги. 3 октября Ник сделал дубль в матче Лиги Европы против «Марибора» и принёс «латикс» первую победу в еврокубках за всю историю клуба.
13 апреля 2017 года, выйдя на замену на 66-й минуте матча Чемпионшипа против «Барнсли», сделал хет-трик и помог своей команде одержать волевую победу со счётом 3:2.

## Карьера в сборной
Выступал за сборные Англии до 16, до 17 и до 18 лет. В составе сборной U-17 в 2011 году участвовал в первенствах Европы и мира в этой возрастной категории. В сентябре 2010 дебютировал за сборную Англии до 19 лет в матче против сборной Словакии и отличился в нём же забитым мячом.

## Статистика выступлений
| Клуб                   | Сезон            | Лига | Лига | Кубок Англии | Кубок Англии | Кубок лиги | Кубок лиги | Еврокубки | Еврокубки | Прочие | Прочие | Итого | Итого |
| Клуб                   | Сезон            | Игры | Голы | Игры         | Голы         | Игры       | Голы       | Игры      | Голы      | Игры   | Голы   | Игры  | Голы  |
| ---------------------- | ---------------- | ---- | ---- | ------------ | ------------ | ---------- | ---------- | --------- | --------- | ------ | ------ | ----- | ----- |
| Кру Александра         | 2010/11          | 17   | 0    | 1            | 0            | 0          | 0          | 0         | 0         | 1      | 0      | 19    | 0     |
| Кру Александра         | 2011/12          | 38   | 14   | 1            | 0            | 1          | 0          | 0         | 0         | 5      | 2      | 45    | 16    |
| Кру Александра         | Итого            | 55   | 14   | 2            | 0            | 1          | 0          | 0         | 0         | 6      | 2      | 64    | 16    |
| Манчестер Юнайтед      | 2012/13          | 2    | 1    | 0            | 0            | 2          | 0          | 2         | 0         | 0      | 0      | 6     | 1     |
| Манчестер Юнайтед      | Итого            | 2    | 1    | 0            | 0            | 2          | 0          | 2         | 0         | 0      | 0      | 6     | 1     |
| Уиган Атлетик (аренда) | 2013/14          | 31   | 7    | 3            | 2            | 1          | 0          | 6         | 3         | 0      | 0      | 41    | 12    |
| Уиган Атлетик (аренда) | Итого            | 31   | 7    | 3            | 2            | 1          | 0          | 6         | 3         | 0      | 0      | 41    | 12    |
| Всего за карьеру       | Всего за карьеру | 88   | 22   | 5            | 2            | 4          | 0          | 8         | 3         | 6      | 2      | 111   | 29    |

(откорректировано по состоянию на 27 апреля 2014 года)

## Достижения
«Кру Александра»
- Победитель плей-офф Второй Футбольной лиги: 2011/12